# 名古屋市立広見小学校
名古屋市立広見小学校（なごやしりつ ひろみしょうがっこう）は、名古屋市中川区広住町にある公立小学校。

## 教育目標
校訓として「やりぬく子・考える子・健康な子」を設定している。

## 歴史
1921年（大正10年）4月、愛知郡愛知町に愛知第四尋常小学校として設置された。開校当初は愛知第二尋常小学校校舎の一部を仮校舎とし、6月に大字日置字猿子に新築した校舎に移転した。同年8月、愛知町は名古屋市に編入され、学校名も猿子尋常小学校と改められた。1923年（大正12年）から元中区役所愛知分所を転用して仮教場として使用した。
1929年（昭和4年）6月に西日置町字広見に新築した校舎に移転し、同年9月に仮教場を廃止、翌1930年4月に広見尋常小学校へ改称した。これに伴い、「知見ヲ廣メ自ラ修学ニ努メルコト」を意味する校章を制定した。法令改正に伴い1941年（昭和16年）に広見国民学校、1947年（昭和22年）に名古屋市立広見小学校と名を変えた。太平洋戦争後、復興土地区画整理事業によって校地が拡張された。

### 年表
- 1921年（大正10年）
  - 4月1日 - 愛知第四尋常小学校開校[1][2]。愛知第二尋常小学校校舎（愛知郡愛知町大字日置字六反田）の一部を仮校舎とする[1][3][2]。
  - 6月1日 - 大字日置字猿子に移転[1][3]。
  - 8月22日 - 愛知町が名古屋市に編入されたことに伴い、名古屋市を設置者とする猿子尋常小学校となる[1][3]。所在地表記が名古屋市中区西日置町字猿子となる[3]。
- 1923年（大正12年）6月29日 - 仮教場を設置する[1]。
- 1929年（昭和4年）
  - 2月 - 新校舎着工[2]。
  - 6月11日 - 中区西日置町字広見に移転[1]。
  - 9月17日 - 仮教場を廃止[1]。
  - 9月21日 - 露橋尋常高等小学校から140名が転校[1]。
- 1930年（昭和5年）
  - 4月1日 - 広見尋常小学校に改称[1]。
  - 4月14日 - 校章制定[2]。
- 1934年（昭和9年）11月1日 - 名古屋市の広住町新設により、所在地表記が中区広住町28番地となる[6][7]。
- 1936年（昭和11年）9月1日 - 第3学年以下で二部教授を開始[1]。
- 1937年（昭和12年）
  - 4月15日 - 校舎増築竣工[1]。
  - 10月1日 - 名古屋市の中村区新設により、所在地表記が中村区広住町28番地となる[8]。
- 1941年（昭和16年）4月1日 - 国民学校令施行により、広見国民学校となる[9]。
- 1944年（昭和19年）
  - 2月11日 - 行政区域の変更により、学区は中川区の内となり、所在地表記は中川区広住町28番地となる[10][8]。
  - 8月8日 - 第5,6学年児童400名余りが碧海郡富士松村に集団疎開[11][12]。村内の寺院のほか、富士松南国民学校と富士松北国民学校の校舎の一部を借用した[11][12]。
  - 12月7日 - 昭和東南海地震。富士松村の疎開先でも被害あり[13]。
- 1945年（昭和20年）
  - 3月12日 - 名古屋大空襲により校舎全焼[2][注 1]。
  - 4月27日 - 富士松村から額田郡に再疎開[11]。竜谷村、山中村に受け入れの記録あり[14]。
  - 11月 - 20日に竜谷国民学校、24日に山中国民学校で送別会が挙行される[14]。
- 1947年（昭和22年）
  - 4月1日 - 学校教育法により、名古屋市立広見小学校となる[2]。
  - 11月 - 木造校舎竣工[2]。
- 1979年（昭和54年） - 校庭の西側に造成した「広見の森」完成[4]。
- 1980年（昭和55年）5月25日 - 住居表示実施により、所在地表記が中川区広住町4番41号となる[2][8]。

### 児童数の変遷
『名古屋市中区史』（1944年）および『愛知県小中学校誌』（2008年、2018年）によると、児童数の変遷は以下の通りである。
| 1927年（昭和2年）  | 911人  |  |
| 1937年（昭和12年） | 1256人 |  |
| 1947年（昭和22年） | 724人  |  |
| 1957年（昭和32年） | 1037人 |  |
| 1967年（昭和42年） | 618人  |  |
| 1977年（昭和52年） | 371人  |  |
| 1987年（昭和62年） | 143人  |  |
| 1997年（平成9年）  | 120人  |  |
| 2007年（平成19年） | 91人   |  |
| 2017年（平成29年） | 107人  |  |

## 児童活動

### 委員会活動
委員会活動として、2022年（令和4年）度は、体育委員会・図書委員会・保健委員会・給食委員会・代表委員会がそれぞれ活動を行っている。

### 部活動
部活動として、2022年（令和4年）度は、野球部・サッカー部がそれぞれ活動を行っている。

## 通学区域
所管する名古屋市教育委員会は、2018年（平成30年）9月1日現在、中川区のうち運河通・西日置町・西日置一丁目・西日置二丁目・広住町・松重町の全域および運河町・山王一丁目・月島町・中川運河東支線の各一部を通学区域として指定している
また、卒業後の進学先は名古屋市立山王中学校となっている。

## 交通アクセス
- 名古屋市営バス猿子橋停留所が最寄りバス停である[7][WEB 5]。